# Стукалов, Василий Егорович
Васи́лий Его́рович Стука́лов (23 февраля 1926, Северо-Кавказский край — 27 декабря 1990, Бокситогорск, Ленинградская область) — советский военнослужащий, участник Великой Отечественной войны, Герой Советского Союза, пулемётчик 247-го гвардейского стрелкового полка (84-я гвардейская стрелковая дивизия, 11-я гвардейская армия, 3-й Белорусский фронт), гвардии красноармеец.

## Биография
Родился 23 февраля 1926 года на хуторе Рог (ныне Советского района Ставропольского края) в семье крестьянина. Окончил 7 классов. 
В Красной Армии с апреля 1943 года. С этого же времени на фронте. Воевал на Западном, Брянском, 1-м и 2-м Прибалтийских и 3-м Белорусском фронтах. Участвовал в боях на орловском и невельском направлениях, освобождении Белоруссии и Литвы. Особо отличился при форсировании реки Неман.
Указом Президиума Верховного Совета СССР от 24 марта 1945 года за мужество, отвагу и героизм гвардии красноармейцу Стукалову Василию Егоровичу присвоено звание Героя Советского Союза с вручением ордена Ленина и медали «Золотая Звезда».
В последующих боях был тяжело ранен. 
В 1945 году демобилизован. В 1951 году окончил горно-металлургический техникум. Жил в городе Бокситогорске Ленинградской области. Работал в объединении «Глинозём». Умер 27 декабря 1990 года.
Почётный гражданин города Бокситогорска.
В 2016 году в школе № 9 села Нины установлена мемориальная доска В. Е. Стукалову.